# Daniel Peña Fernández
Daniel Peña Fernández (Canelones, 21 de diciembre de 1972) es un político uruguayo perteneciente al Partido de la Gente. Actualmente se desempeña como Diputado, representando al  departamento de Canelones.

## Biografía
Cursó sus estudios primarios en la escuela pública N.º136. Cursó, a su vez, sus estudios secundarios en el Liceo público de Salinas.
En 1989 ingresa a la Facultad de Derecho de la Universidad de la República donde inicia la carrera de Relaciones Internacionales. Durante el año 2003 se especializó en Comercio Exterior en Asociación de dirigentes de Marketing (ADM).

### En el Partido Nacional
En 1985, a los trece años, comienza a militar dentro del Partido Nacional. En el ámbito universitario, militó en la CGU, mientras que paralelamente se desempeñaba como titular de la Secretaria de Asuntos Sociales del Partido Nacional, creada por Wilson Ferreira Aldunate.
En 1996 fue nombrado Presidente de la Juventud del movimiento Propuesta Nacional. Cuatro años después, en el 2000 fue elegido Convencional del Partido por Canelones.
Durante el período 2000-2005 actuó como Legislador suplente. En las elecciones de 2004 resultó elegido como Diputado, representando al departamento de Canelones, por el período 2005-2010, representando al sector Alianza Nacional del Partido Nacional. Durante este período integra la Comisión de Asuntos Internacionales. Durante el período 2005-2006 fue designado Vicepresidente de la Cámara de Diputados.
En las elecciones de 2009 fue nuevamente electo al cargo de Diputado por el período 2010-2015.
En 2005 asume como miembro del Honorable Directorio del Partido Nacional. Ese mismo año fue elegido Presidente de la Convención del Partido Nacional en el departamento de Canelones.
En las elecciones municipales de 2010 fue candidato por su sector a la Intendencia de Canelones.

### En el Partido de la Gente
En 2016, Peña se desvinculó del Partido Nacional para adherir al Partido de la Gente.
En julio de 2019 se anuncia la postulación de Peña a la Vicepresidencia de la República, acompañando a Edgardo Novick. En las elecciones parlamentarias de octubre de ese año, Peña es reelecto diputado, esta vez por el Departamento de Montevideo. De cara a la administración Lacalle Pou, Peña se perfila como un "diputado rebelde" con independencia de criterio.

### Denuncia
Peña, siendo diputado, fue denunciado por construir una casa de 345 metros cuadrados en Punta Ballena, una de las zonas más cotizadas del departamento de Maldonado, sin respetar la normativa vigente. Ante la denuncia de los vecinos, la Intendencia de Maldonado lo intimó en varias oportunidades, le negó el permiso de construcción, pero siguió avanzando. Las irregularidades están relacionadas con el límite de altura y con los desagües pluviales.